# Ильин, Николай Сазонтович
Никола́й Сазо́нтович Ильи́н (1809 — 3 июля 1890, Митава) — российский офицер и, по мнению православных богословов,  ересиарх, основатель «Десного братства». По собственному утверждению являлся незаконнорождённым сыном В. Г. Паткуля. Основой его учения являлись попытки объединения различных христианских учений и иудаизма для грядущего, по его мнению, противостояния с Сатаной.

## Биография

### Ранние годы
Николай Сазонтович Ильин родился в 1809 году в семье православного офицера, выслужившегося из солдат, и польской католички, проживавших в Псковской губернии. Сам он на допросах представлялся незаконнорождённым сыном генерала Паткуля и польки Тенчинской, что дало возможность предположить, что как незаконнорождённый, он был, по обычаю того времени, зачислен на военную службу. В семье Ильин передавал историю о том, что его юридический отец, узнав об измене жены с генералом, оскорбил оного, за что и был разжалован в рядовые. Дальнейшая история Сазонта Ильина неизвестна, так как никаких воспоминаний у Николая Ильина о нём не осталось — воспитывала его мать.
До 12 лет он учился у православного дьякона (по настоянию незнакомца, в котором некоторые исследователи видят генерала Паткуля), а затем, когда мальчик, показав незаурядные способности, выучился всему, что дьякон знал, мать отдала сына в Полоцкий иезуитский коллегиум (по настоянию того же незнакомца). С 1827 по 1834 год Николай Ильин обучался в офицерских классах при Михайловском артиллерийском училище и по их окончании был произведён в прапорщики. В период обучения в офицерских классах им также был начат учебник морской артиллерии на основе переводов зарубежных книг, который он так и не закончил, выпустив к 1841 году только первую часть.

### Военная служба
В 1834 году Ильин женился на Ольге Евстафьевне Тиде. Она была лютеранкой, что его сильно огорчало. Ильин любил жену и не побуждал её к переходу в православие, но отсутствие единства в вере с супругой доставляло ему страдания. Женитьба также сильно ударила по средствам Ильина, потому жить далее в столице стало не по средствам и он написал прошение о переводе в Казань. Прошение было одобрено, но вместо Казани его перевели в Киевскую губернию, где он служил до 1843 года.
В 1843 году Ильин опубликовал в журнале «Маяк» статью «Общая азбука в природе человека», в которой доказывал необходимость объединения всего человечества и предлагал ввести для этого единый алфавит. Размышления о причинах розни между людьми и возможных способах их религиозного объединения обратили Ильина к изучению мистических книг. Он часто читал журнал А. Ф. Лабзина «Сионский вестник», произведения К. фон Эккартсхаузена и И. Г. Юнг-Штиллинга. Служа в Западном крае, будущий ересиарх, на тот момент ревностно следовавший православию, часто заходил в синагоги и вступал в религиозные диспуты с раввинами.
В 1844 году, когда вскоре после родов жена Ильина тяжело заболела, он убедил её, что недуг — наказание за грехи, и только переход в православие дарует ей исцеление. Обращение жены в его веру вкупе с её стремительным выздоровлением произвели огромное впечатление на Ильина, в результате был написан рассказ «Присоединение лютеранки к православию», опубликованный в журнале «Маяк».

### Движение еговистов
К 1846 году Ильин начал сильно охладевать к православию. В результате своих размышлений, общения с представителями других религий, обитающих в Западном крае и чтения мистической литературы, он пришёл к выводу, что православие не даёт ответы на все волнующие его вопросы, в том числе, вопрос объединения всех людей на земле.
Примерно в 1850 году, служа приёмщиком артиллерийских снарядов на Баранчинском заводе в Пермской губернии, Ильин начал проповедовать своё учение и вокруг него сложился круг единомышленников. Тогда же он начал писать свой главный труд, названный по аналогии с журналом А. Ф. Лабзина «Сионской вестью». Но в 1859 году, когда о секте стало известно властям, Ильина с его последователями арестовали и после длительного следствия заключили в Соловецкий монастырь.
На Соловках, куда Ильин прибыл 25 сентября 1859 года, ему удавалось поддерживать связь с единомышленниками на воле и продолжать писать свои сочинения. Здесь Ильин приступил к составлению сборника гимнов, молитв и назидательных произведений «Луч света для рассвета». Гимны он сочинял на мелодии различных уже известных на тот момент песен — от «Боже, царя храни» и «Гром победы, раздавайся» Д. С. Бортнянского до мазурок, полек и даже далёких от высокого стиля произведений («Чижик, Чижик, где ты был?», «Нуте, рюмки наливайте»). Здесь же Ильин получил, по его словам, откровение свыше, что ему предстоит дать людям истинный перевод Апокалипсиса, или, как он его называл, «Книги с Неба».
Пытался Ильин и проповедовать своё учение товарищам по несчастью. Некоторые при этом всецело подпадали под влияние Ильина, другие не принимали его взглядов и вступали с ним в яростные споры. Одним из непримиримых оппонентов Ильина был пермский мещанин Андриан Пушкин, также заточенный в Соловецкий монастырь за религиозное инакомыслие. Критике его взглядов посвящено полемическое сочинение Ильина «Пред-Антихристово сумасбродство», найденное в Тамбовке. Написание этого произведения датируют первой половиной 1870 года, поскольку в нём упоминается I Ватиканский собор Католической церкви, продолжавший в то время  свою работу.
В 1879 году родственникам удалось добиться освобождения Ильина и его направления на поселение в Паланген под надзор полиции, откуда Ильин вскоре был переведен в Митаву. На свободе он продолжил писать гимны, трактаты, полемические произведения, под которыми подписывался как «Всемирный светитель».
6 июля 1890 года Николай Сазонтович Ильин скончался, по поводу чего курляндским губернатором была направлена депеша председателю Екатеринбургского окружного суда: «Обвинявшийся в распространении секты, подрывавшей православную веру, и состоявший под надзором полиции отставной капитан артиллерии Николай Сазонтович Ильин по доставленным мне митавским полицмейстером сведениям 3-го сего июля скончался».

## Сочинения
- «Книга с Неба» — апокалиптический текст, являющийся вольным пересказом «Откровения Иоанна Богослова», хотя сам Ильин утверждал, что это — его перевод Апокалипсиса;
- «Гимны победителя» — сборник песнопений;
- «Невеста Агнца» — эсхатологические сочинения в двух списках;
- «Из всего свода слова Божия или тайн, заключенных в Апокалипсисе»;
- «О погибели запечатленных седмиглавым зверством»; своеобразный «дайджест» из произведений Ильина;
- «Эссенция» (три списка); произведения полемического и назидательного характера;
- «Разрушение всех вер»;
- «Призыв в сообщество к предвечнобессмертному Человеку Егове» (таково написание имени «Иегова» в текстах Н. С. Ильина — через букву «ять» и, как можно судить по метрике его стихов, на последнем слоге);
- «Возражение или инквизиционный приговор на сие свидетельство Еговобожие»;
- «О том, как одна католическая раскольница…»;
- «Пред-Антихристово сумасбродство».